# ماء الينابيع

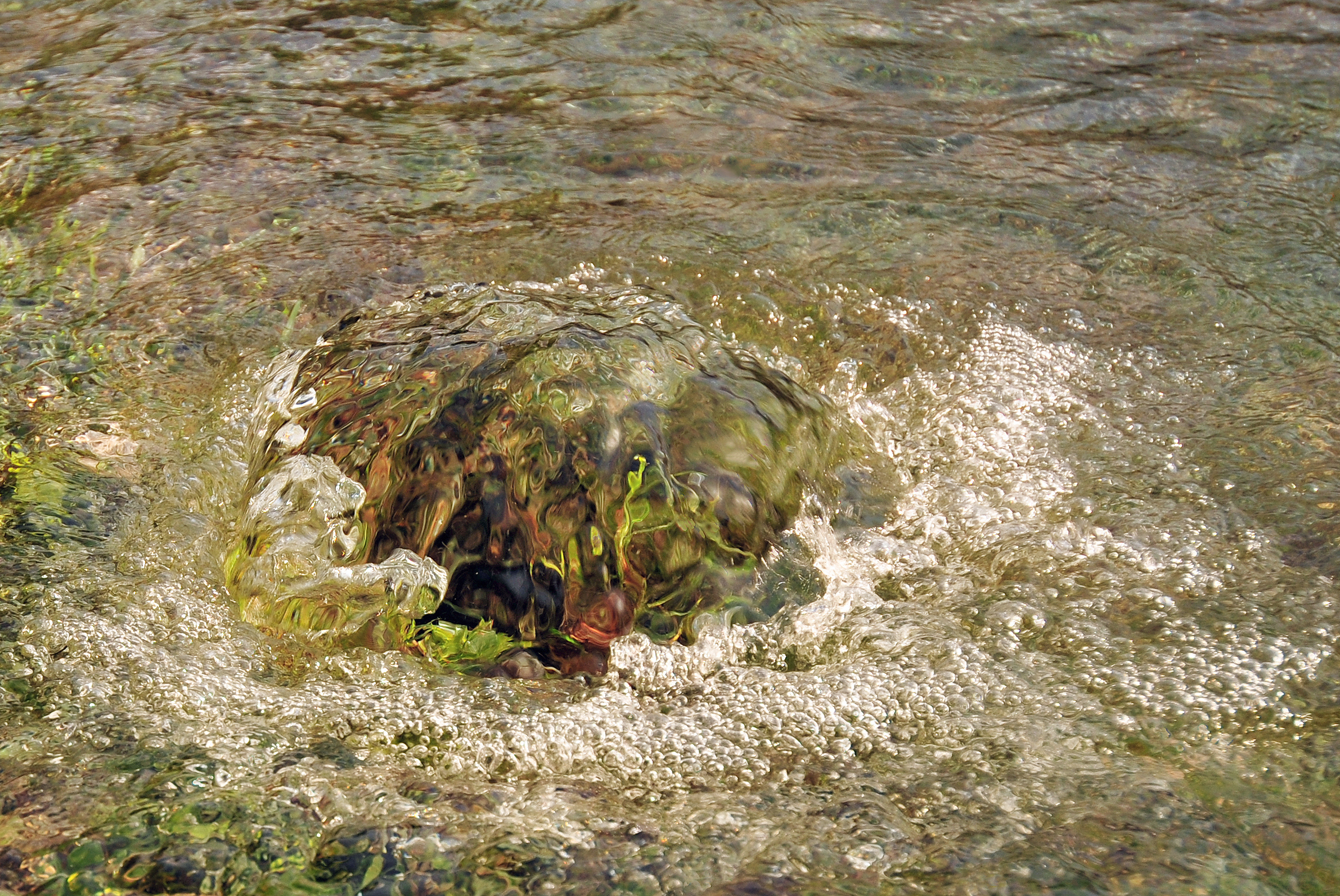
ينبوع ارتوازي

ينشأ ماء الينابيع  من مصادر طبيعية تحت الأرض، وهي مناطق تكون محمية من الجهات الحكومية في البلدان بغرض المحافظة على عدم تلوثها، فتكون صالحة للشرب . يمكن تعبئة مياه الينابيع عادة في زجاجات لاستعمالها وشربها من دون الحاجة لمعالجة لتنقيتها. أحيانا يكون ماء الينبوع تحت ضغط بحيث لا يحتاج لطلمبات لاستخراجه، وإنما يظهر على سطح الأرض تحت ضغطه الذاتي، ويسمى الينبوع في تلك الحالة «ينبوع ارتوازي». مثال على تلك البنابيع ما نجده في الواحات، مثل واحة سيوة بمصر.
يتكون ماء ينبوع من الأمطار ومن مياه جوفية حيث تتخلل مياه الأمطار الأرض الرملية إلى طبقات تحت الأرض وتمر على طبقات من الصخور المختلفة وبذلك تترشح وتخلو من الشوائب، كما تكتسب بعض أملاح العناصر النزرية وأملاح معدنية وتضفي على الماء طعما مميزا، ويكون لها مفعولا حيويا.
مياه الينابيع تكون صالحة للشرب ولا تحتاج على معالجة كيميائية قبل شربها، فهي مياه شرب، كما تستخدم في الزراعة إذا ما توفرت بكميات كبيرة. وفي البلاد الأوروبية قد تعالج مياه الينابيع بخفض نسبة الحديد أو المنجنيز أو مركبات الكبريت التي قد تكون نسبها زائدة إلى حد ما، ولكن بحيث تبقى خواص ماء الينبوع تقريبا على طبيعتها.
تصدر الحكومات في البلاد الأوروبية قوانين تنظم اسخراج مياه الينابيع واستخداماتها . وتعتني بالإعلام عما فيها من أملاح معدنية، ومفعولها الحيوي ومفعولها الصيدلاني .